# Бракови између зона три, четири и пет
„Бракови између зона три, четири и пет“ (енгл. The Marriages Between Zones Three, Four and Five) је роман британске књижевнице, добитнице Нобелове награде за књижевност, Дорис Лесинг. Ово дело научне фантастике, објављено 1980, друго је од пет дела из серије романа „Канопус у Аргу“. Радња овог романа говори о три зоне, три цивилизације које имају различите ставове по питању моћи и права жена. Жена из напредне и просвећене зоне један, присиљена је да се уда за човека из патријархалне и војничке зоне четири.
Године 1987. амерички композитор Филип Глас је на основу овог дела написао оперу, за коју је Лесинг написала либрето.